# Charlie Quarterman
Charles Baxter Quarterman (* 6. září 1998) je bývalý britský profesionální silniční cyklista, jenž naposledy závodil za UCI ProTeam Team Corratec–Selle Italia.

## Hlavní výsledky
2016
Junior Tour of Wales
 vítěz vrchařské soutěže
Giro di Basilicata
3. místo celkově
5. místo Omloop der Vlaamse Gewesten
6. místo Grand Prix Bati-Metallo
2018
Národní šampionát
2. místo časovka do 23 let
2019
Národní šampionát
 vítěz časovky do 23 let
2022
Národní šampionát
5. místo časovka
Tour de Normandie
7. místo celkově

### Výsledky na Grand Tours
| Grand Tour      | 2023 |
| --------------- | ---- |
| Giro d'Italia   | 115  |
| Tour de France  | —    |
| Vuelta a España | —    |

| —   | Nezúčastnil se |
| DNF | Nedokončil     |